# Nowe Miasto nad Pilicą
Nowe Miasto nad Pilicą is een stad in het Poolse woiwodschap Mazovië, gelegen in de powiat Grójecki. De oppervlakte bedraagt 11,25 km², het inwonertal 4022 (2012).